# The Lover's Signal (film 1911)
The Lover's Signal è un cortometraggio muto del 1911 diretto da Joseph W. Smiley (con il nome Joseph Smiley) che aveva come interprete principale il popolarissimo - all'epoca - attore King Baggot.

## Produzione
Il film - girato a Cuba - fu prodotto da Thomas H. Ince per l'Independent Moving Pictures Co. of America (IMP).

## Distribuzione
Il film - un cortometraggio in una bobina - uscì nelle sale il 3 aprile 1911, distribuito dalla Motion Picture Distributors and Sales Company. Copie del film esistono ancora.